# Palau de Santa Eulàlia

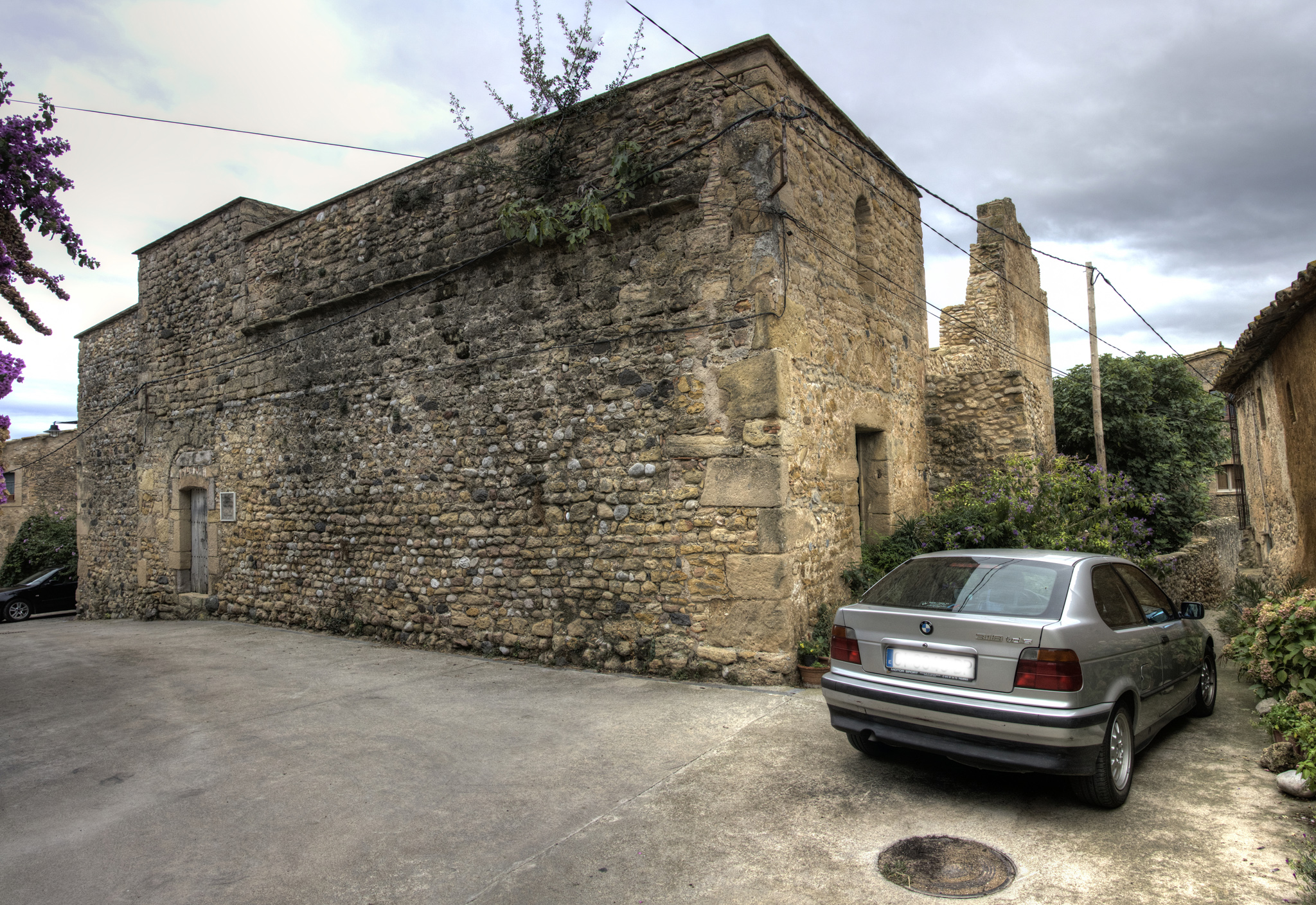
Het Palau Sardiaca, erkend als nationaal monument

Palau de Santa Eulàlia is een gemeente in de Spaanse provincie Girona in de regio Catalonië met een oppervlakte van 9 km². Palau de Santa Eulàlia telt 90 inwoners (1 januari 2016).

## Demografische ontwikkeling
Bron: INE, 1857-2011: volkstellingen